# Баенко, Виктор Иванович
Ви́ктор Ива́нович Бае́нко (8 декабря 1936, Созоновка, Одесская область — 11 июня 2004, Днепропетровск) — советский и украинский театральный актёр и режиссёр. Народный артист УССР (1987).

## Биография
Родился 8 декабря 1936 года в селе Созоновка.
В 1958 году окончил Киевский институт театрального искусства.
В 1958—1960 годах работал в Одесском музыкально-драматическом театре имени Октябрьской революции.
В 1960—1961 годах — в Крымском драматическом театре имени Максима Горького в Симферополе.
В 1962—1972 годах — в Днепропетровском музыкально-драматическом театре имени Тараса Шевченко. С 1972 года — в Днепропетровском драматическом театре имени Максима Горького.
В 1975 окончил режиссёрский факультет Киевского института театрального искусства.
Умер 11 июня 2004 года в городе Днепропетровск.

## Творческая деятельность
Был учеником Василия Харченко. Ставил в Днепропетровской области многочисленные концерты, праздники, спортивные турниры.
Снимался в художественном фильме «На Киевском направлении» (1967).